# Sergen Koç
Sergen Koç (Hardenberg, 22 juli 1995) is een Nederlandse ethische hacker en cybersecurity specialist.  Koç heeft een achtergrond in offensieve beveiliging en richt zich op cyberwarfare en pentesting.

## Carrière
Sergen Koç is actief in de cybersecuritysector en heeft zich gespecialiseerd in offensieve beveiliging. Hij begon zijn loopbaan als freelancer en richtte later het bedrijf Lynk Cybersecurity op, een eenmanszaak die zich toelegde op cybersecuritydiensten. Later werd dit bedrijf omgezet in Hacker B.V., waarmee Koç zich richt op offensive security en cyberwarfare.
Koç heeft kwetsbaarheden ontdekt in diverse organisaties en instellingen, waaronder de Harvard-universiteit. Daardoor staat Koç's naam in de Hall of Fame van meerdere organisaties, waaronder de Nationale Politie, OV-chipkaart, Achmea, KPN, Nokia, Verenigde Naties, Apple, VPRO en de Koninklijke Nederlandse Akademie van Wetenschappen.
Bij OV-chipkaart vond hij een manier om zakelijke aanvragen van OV-kaarten te onderscheppen en deze kaarten bij zijn eigen adres te laten bezorgen.
In 2024 kreeg Koç landelijke media-aandacht nadat hij een ernstige kwetsbaarheid in Apple's software ontdekte. Hierbij kon hij de gegevens inzien van een groot aantal gebruikers van Apple Developer, en deze gebruikers ook berichten sturen. Als beloning ontving hij €50.000 via het bug bounty-programma van Apple.